# Roland Beelen
Pour les articles homonymes, voir Beelen (homonymie).
Roland Beelen (19 avril 1948 à Bruxelles) est un joueur de football belge qui évoluait comme médian. Il a participé aux dernières années d'existence du Daring Club de Bruxelles avant de connaître quelques transferts.

## Carrière de joueur

### Daring
Roland Beelen joue durant les neuf dernières saisons du matricule 2, le Daring Club de Bruxelles (qui s'appela Darig Club de Molenbeek durant ses trois ultimes saisons).
Relégué en Division 2, avec le Daring en 1969, Beelen ne fait pas partie des joueurs conservés lorsque, quatre ans plus tard, le « matricule 2 » fusionne avec le Racing White pour former le Racing White Daring de Molenbeek.

### Une dernière pige en D1
Beelen signe alors en Division 1 au Cercle de Bruges, avec lequel il termine en milieu de classement en 74-75.

### Fin de carrière
Ensuite, Beelen évolue à La Gantoise qu'il aide à remonter de « D3 » en « D2 » en 1975. Après une deuxième saison au stade Otten, il termine son parcours par une dernière année au Racing Jet de Bruxelles en Division 3.

## Carrière d'entraîneur
Entre 2012 et 2013, Beelen tente d'apporter son aide à un RWDM Brussels FC à la peine financièrement et qui finit par se voir refuser sa licence pour le football professionnel avant de cesser ses activités.

## Palmarès joueur
- Finaliste de la Coupe de Belgique : 1970 (Daring CB)
- Champion de Division 3 : 1975 (AA Gent)